# Abian Botanic Gardens
L'Abian Botanic Gardens est un gratte-ciel résidentiel construit à Brisbane en Australie de 2014 à 2017. Sa hauteur est de 148 mètres pour 41 étages. 
L'architecte est l'agence australienne Wood/Marsh Pty Ltd Architects.